# Saint-Benoît (Reunião)
Saint-Benoît é uma comuna francesa no departamento ultramarino de Reunião. Estende-se por uma área de 229.61 km², e possui 37.274 habitantes, segundo o censo de 2018, com uma densidade de 160 hab/km².